# Goatcraft Torment
Goatcraft Torment är det norska black metal-bandet Urgehals femte studioalbum, utgivet 2006 av skivbolaget Agonia Records. Albumet återutgavs 2008 av Agonia Records med nytt omslag och reviderade sångtexter.

## Låtlista
1. "Goatcraft Torment" – 4:00
2. "Risus Sardonius" – 5:14
3. "Antireligiøs" – 6:15
4. "Dødsmarsj til Helvete" – 4:18
5. "Satanic Black Metal in Hell" – 4:33
6. "Nefastus Nex Necis" – 5:50
7. "Gathered Under the Horns" – 5:08
8. "Selvmordssalme" – 6:00
9. "Sentiment of Chaos" – 2:43
10. "Et steg nærmere Lucifer" – 7:00

- Text: Trondr (spår 3, 5, 7, 10), Enzifer (spår 2, 4, 6, 8, 9), Sorgar (spår 1, 4, 9)
- Musik: Trondr (spår 1, 3, 5, 7, 9), Enzifer (spår 2, 4, 6, 8, 10)

## Medverkande
Musiker (Urgehal-medlemmar)
- Trondr Nefas (Trond Bråthen) – sång, sologitarr
- Enzifer (Thomas Søberg) – rytmgitarr
- Uruz (Jarle Byberg) – trummor
- Sregroth (Tomas Torgersbråten) – basgitarr

Produktion
- Urgehal – producent
- Nils Harald Mæhlum – ljudtekniker, ljudmix
- Ove Husemoen – ljudtekniker
- Sorgar (Morten Kaalhus) – sångtext